# Resolutie 2398 Veiligheidsraad Verenigde Naties
Resolutie 2398 van de Veiligheidsraad van de Verenigde Naties werd op 30 januari 2018 unaniem aangenomen door de VN-Veiligheidsraad, en verlengde het mandaat van de VN-vredesmacht in Cyprus met een half jaar.

## Achtergrond
Nadat in 1964 geweld was uitgebroken tussen de Griekse en Turkse bevolkingsgroepen op Cyprus, stationeerden de VN de UNFICYP-vredesmacht op het eiland. Die macht wordt sindsdien om het half jaar verlengd. In 1974 bezette Turkije het noorden van Cyprus na een Griekse poging tot staatsgreep. Zo'n 1500 Grieks-Cyprioten en 500 Turks-Cyprioten uit het bezette gebied raakten toen vermist. Hun lichamen werden later teruggevonden in massagraven.
In 1983 werd dat noordelijke deel met Turkse steun van Cyprus afgescheurd. Midden 1990 begon het toetredingsproces van (Grieks-)Cyprus tot de Europese Unie, maar de EU erkent de Turkse Republiek Noord-Cyprus niet. In 2008 werd overeengekomen om een federale overheid met één internationale identiteit op te richten, naast twee gelijkwaardige deelstaten.

## Inhoud
De Grieks- en Turks-Cypriotische leiders werden gevraagd voort te onderhandelen over de kernkwesties waarover ze verdeeld waren. Die gesprekken zaten in een "reflectieperiode", en zouden pas hervat kunnen worden na de presidentsverkiezingen, waarvan de eerste ronde op 28 januari werd gehouden. Ook moesten ze meer doen om de contacten tussen hun beide gemeenschappen en het dagelijks leven van hun burgers te verbeteren.
Het mandaat van UNFICYP in Cyprus werd verlengd tot 31 juli 2018. Ook de Cypriotische regering was van mening dat de vredesmacht noodzakelijk bleef. Men stond ook achter de aanbevelingen die secretaris-generaal António Guterres had gedaan om de vredesmacht binnen het bestaande budget te optimaliseren. UNFICYP speelde een belangrijke rol in het voorkomen en in de kiem smoren van incidenten aan de bufferzone.
Het overgrote deel van die incidenten vond plaats tussen burgers. Die bewerkten bijvoorbeeld steeds meer grond in de bufferzone zonder toestemming van de eigenaar, die vaak van de andere bevolkingsgroep was, of die te dicht bij de Turkse linie lag. Daarom zouden meer agenten worden ingezet voor de contacten met de bevolking en patrouilles, terwijl het militaire component werd verkleind tot 802 manschappen.
Lijst ·  2398 ·  2399 ·  2400 ·  2401 ·  2402 ·  2403 ·  2404 ·  2405 ·  2406 ·  2407 ·  2408 ·  2409 ·  2410 ·  2411 ·  2412 ·  2413 ·  2414 ·  2415 ·  2416 ·  2417 ·  2418 ·  2419 ·  2420 ·  2421 ·  2422 ·  2423 ·  2424 ·  2425 ·  2426 ·  2427 ·  2428 ·  2429 ·  2430 ·  2431 ·  2432 ·  2433 ·  2434 ·  2435 ·  2436 ·  2437 ·  2438 ·  2439 ·  2440 ·  2441 ·  2442 ·  2443 ·  2444 ·  2445 ·  2446 ·  2447 ·  2448 ·  2449 ·  2450 ·  2451